# مجاعة جبل لبنان

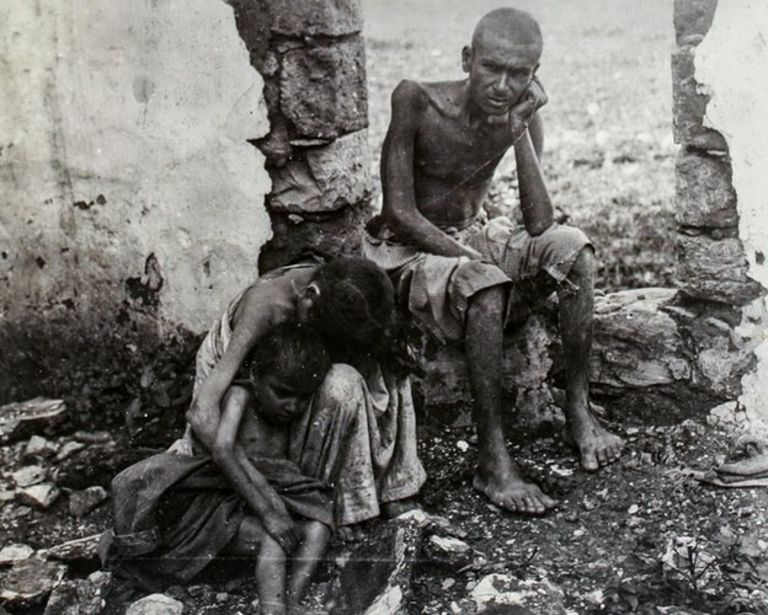
مجاعة لبنان

كانت المجاعة الكبرى في لبنان في الفترة من (1915 إلى 1918) فترة تجويع جماعي خلال الحرب العالمية الأولى. لقد ساء الحصار الذي شكله الحلفاء بعد الحصار الذي فرضه جمال باشا (قائد الجيش الرابع للإمبراطورية العثمانية في منطقة سوريا)، حيث تم منع دخول المحاصيل إلى جبل لبنان من المناطق السورية المجاورة، ومع اجتياح سرب من الجراد للمنطقة في عام 1915، تم التهام المحاصيل الباقية لمدة ثلاثة أشهر متواصلة. تنوعت أسباب المجاعة بين العوامل السياسية والبيئية التي أدت إلى موت نصف سكان متصرفية جبل لبنان، وهو نظام حكم أقرته الدولة العثمانية، وقد جعل هذا النظام جبل لبنان منفصلًا من الناحية الإدارية عن باقي بلاد الشام.
بعد قرن من ذلك، وفي عام 2018، أقيم نصب تذكاري للمجاعة الكبرى 1915-1918 في بيروت أمام جامعة القديس يوسف، بمبادرة من المؤرخ اللبناني كريستيان تاوتل والكاتب اللبناني رمزي توفيق سلامه.

## خلفية المشهد
تم تأسيس متصرفية جبل لبنان في عام 1861 كمقاطعة شبه مستقلة للدولة العثمانية في أعقاب صراع لبنان عام 1860 الذي نشب بين الموارنة والمسيحيين والدروز. كان معظم اقتصاد جبل لبنان يعتمد بشكل كبير على تربية دودة القز. تمت معالجة الحرير الخام في الأنوال وتم تصدير السلع التامة الصنع للسوق الأوروبية.

## الأسباب
أدى التحالف العثماني مع القوى المركزية خلال الحرب العالمية الأولى إلى غلق طرق التجارة الدولية من قبل هذه القوى في محاولة لوقف الإمدادات إلى العثمانيين. لقد أضر الحصار بتجارة الحرير في جبل لبنان، والتي كانت العمود الفقري للاقتصاد حينذاك. كانت زراعة المحاصيل تشكل تحديًا في المناطق الجبلية، وكان السكان يعتمدون بشكل كبير على الواردات الغذائية من سهل البقاع وسوريا. تبنى العثمانيون سياسة صارمة لمواجهة حصار الحلفاء أعطت الأولوية لجميع المواد الغذائية للجنود العثمانيين المشاركين في الحرب.
تفاقمت آثار حصار الحلفاء على السكان المحليين بسبب حصار آخر فرضه جمال باشا (قائد الجيش الرابع للإمبراطورية العثمانية في منطقة سوريا)، حيث تم منع دخول المحاصيل إلى جبل لبنان من المناطق السورية المجاورة. ومع اجتياح سرب من الجراد للمنطقة في عام 1915، تم التهام المحاصيل الباقية لمدة ثلاثة أشهر متواصلة.
وقد أدت الأزمة إلى انتشار السوق السوداء التي يديرها المرابون.

## النقص الأول في الحبوب
انضمت الدولة العثمانية إلى القوى المركزية في الحرب العالمية الأولى في 28 أكتوبر 1914. وقد خصصت الحكومة العثمانية جميع خدمات السكك الحديدية التابعة للإمبراطورية للاستخدام العسكري، مما أدى إلى تعطيل وصول المحاصيل إلى أجزاء من الإمبراطورية. كانت بيروت من أولى المدن التي تضررت من نقص الحبوب.
في 13 نوفمبر عام 1914، أي بعد أسبوعين فقط من انضمام الإمبراطورية العثمانية إلى الحرب العالمية الأولى، اقتحمت مجموعة من المواطنين بلدية بيروت لتحذير مجلس البلدية من النقص الحاد في القمح والدقيق في المدينة. ولم تعد عربات القطارات تنقل الحبوب بانتظام من حلب وكانت رفوف المخابز فارغة. قام الجمهور الثائر بنهب المخابز من المخزون الاحتياطي من الدقيق والحبوب التي تركوها. أرسل مجلس البلدية رسالة إلى والي بيروت، بكير سامي كوندوه الذي قام بدوره بطلب المؤن من حاكم حلب فيلايت وحث أيضًا السلطات العثمانية على إعطاء أولوية شحن الحبوب إلى بيروت. كان الحصول على عربات القطارات لنقل أي شيء إلى ولاية بيروت أمرًا مستحيلاً دون دفع رشاوى كبيرة للقادة العسكريين وسلطات السكك الحديدية. بدأت أسعار الحبوب في الارتفاع، مما دفع رئيس بلدية بيروت، أحمد مختار إلى حل مشكلة نقص الحبوب بنفسه.
في 14 نوفمبر عام 1914، أقلع أحمد مختار إلى حلب، حيث قام بالتفاوض مع السلطات وقام بتأمين عربات شحن الحبوب من الجيش الرابع العثماني. تم دفع ثمن القمح من خزينة البلدية. وصلت شحنات الحبوب إلى بيروت في 19 نوفمبر 1914 لإغاثة الجماهير. ومع ذلك، استمرت الأزمة في التفاقم حيث أشارت تقارير المسؤولين العثمانيين ومراسلات موظفي الكلية السورية البروتستانتية إلى أن نقص الغذاء أصبح حدثًا يوميًّا اعتبارًا من نوفمبر 1914 وازدادت قسوة مع اندلاع الحرب.

## الأثر
مات حوالي 200,000 شخص بسبب المجاعة في الوقت الذي كان فيه عدد سكان جبل لبنان يقدّر بحوالي 400,000 نسمة. تسببت المجاعة في جبل لبنان في أعلى معدل إماتة في فترة الحرب العالمية الأولى. كانت الجثث مكدسة في الشوارع، وقيل أن الناس كانوا يأكلون حيوانات الشوارع، بينما لجأ البعض إلى أكل لحوم البشر.
تم إنشاء مطابخ للحساء ولكن كان لها تأثير ضئيل في التقليل من السكان الجائعين. قامت الجالية اللبنانية في مصر بتمويل شحن الإمدادات الغذائية إلى البر الرئيسي اللبناني عبر جزيرة أرواد التي تواجه الساحل السوري إلى شمال طرابلس. تم تسليم هذه المؤن إلى البطريكية المارونية التي وزعتها على الجماهير من خلال رهبانها.